# Projet de chronologie Xia – Shang – Zhou
Le projet de chronologie Xia – Shang – Zhou (chinois simplifié : 夏商周断代工程 ; pinyin : Xià Shāng Zhōu Duàndài Gōngchéng ) était un projet multidisciplinaire commandé par la République populaire de Chine en 1996 pour déterminer avec précision les localisations géographiques et les périodes des dynasties Xia, Shang et Zhou. Le directeur de ce projet était Li Xueqin, professeur à l'Université Tsinghua. Quelque 200 experts ont participé au projet, durant lequel ont été utilisées la Datation par le carbone 14, les méthodes de datation archéologique, l'analyse des textes historique, l'astronomie et d'autres méthodes visant à améliorer la précision temporelle et géographique des résultats. Les résultats préliminaires du projet ont été publiés en novembre 2000. Plusieurs méthodes et conclusions du projet ont toutefois été contestées par d'autres spécialistes.

## Contexte
L'histoire traditionnelle de la Chine ancienne, telle que présentée, entre autres, dans le Shiji écrit par Sima Qian sous la dynastie Han, commence par les Trois augustes et cinq empereurs, suivis par une série de dynasties, les Xia, Shang et Zhou. Sima Qian s'est senti capable d'établir une chronologie d'année en année à partir du début de la régence de Gonghe en 841 av. J.-C., ce qui correspond au début de la dynastie Zhou. Pour la période antérieure à cette date, ses sources, pour l’essentiel perdues depuis, étaient peu fiables et incohérentes, et il ne donnait que des listes de rois et des récits d’événements isolés.
Les érudits ultérieurs ont été incapables d'établir une chronologie précise pour les événements se déroulant avant la date de 841 av. J.-C. fixée par Sima Qian.
De nombreux éléments du récit traditionnel, en particulier les premières parties, sont clairement mythiques. Dans les années 1920, Gu Jiegang et d'autres érudits de la Doubting Antiquity School (en) ont noté que les plus anciennes figures historiques paraissaient être les plus récentes dans la littérature et ont suggéré que l'histoire traditionnelle a ajouté des couches de mythe sur les faits historiques. Notant des parallèles entre les récits des Xia et des Shang, ils suggèrent que l’histoire des Xia a été inventée par les Zhou pour étayer leur doctrine du Mandat du Ciel, par laquelle ils ont justifié leur conquête des Shang. Certains ont même douté de l'historicité de la dynastie Shang,.

Omoplate de bœuf avec une inscription de divination du règne du roi Wu DIng de la dynastie Shang

En 1899, l'érudit Wang Yirong examina de curieux symboles gravés sur des "os de dragon" achetés à un pharmacien chinois et les identifia comme une forme ancienne d'écriture chinoise. Des ossements ont finalement été retrouvés en 1928 sur un site près d'Anyang, au nord du fleuve Jaune, dans l'actuelle province du Henan. Par la suite, ce site sera nommé Yin Xu.
Les inscriptions sur les os se révèlent être des retranscriptions de divination datant des règnes des neuf derniers rois Shang, à partir du règne de Wu Ding. De plus, à partir du calendrier sacrificiel inscrit sur les os, il était possible de reconstituer une liste de rois Shang correspondant à celle donnée par Sima Qian.
Les archéologues se sont concentrés sur la vallée du fleuve Jaune dans le Henan, qui devient alors pour eux la localisation la plus probable des États décrits dans l'histoire traditionnelle. Après 1950, des vestiges d'une ancienne ville fortifiée de la culture d'Erligang ont été découverts près de Zhengzhou. En 1959, le site de la culture d'Erlitou est découvert à Yanshi, au sud du fleuve Jaune, près de Luoyang. La datation par le carbone 14 suggère que la culture d'Erlitou a prospéré entre 2100 et 1800 av.J.C. Ils ont construit de grands palais, suggérant l'existence d'un État organisé. Plus récemment, la découverte de civilisations avancées dans le Sichuan et dans la vallée du Yangtsé, telles que les cultures de Sanxingdui, Panlongcheng et Wucheng compliquent la situation, car l'histoire traditionnelle n'en fait aucune mention.
Jusqu'au milieu du XXe siècle, de nombreux ouvrages populaires, chinois et occidentaux, utilisaient une chronologie traditionnelle calculée par Liu Xin au début du premier siècle de notre ère. Cependant, les érudits modernes qui avaient étudié les inscriptions sur les os oraculaire des Shang et les bronzes des Zhou proposaient des chronologies plus courtes. Par exemple ils plaçaient généralement la conquête des Shang par les Zhou au milieu du XIe siècle av. J.-C..
En 1994, Song Jian, conseiller d'État pour la science, avait été impressionné lors de sa visite en Égypte par des chronologies remontant au IIIe millénaire av. J.C. Il a alors proposé de lancer un projet multidisciplinaire visant à établir une chronologie similaire pour la Chine. Ce projet a été approuvé dans le cadre du neuvième plan quinquennal (1996-2000),.

## Les méthodes
Le projet a utilisé une combinaison de méthodes pour tenter de corréler la littérature traditionnelle avec les découvertes archéologiques et les enregistrements astronomiques.

### Rois des Zhou occidentaux
Les sources existants à l'époque contemporaine pour les Zhou occidentaux consistent en des milliers de bronzes portant de nombreuses inscriptions. Environ 60 de ces dates rapportent des événements importants comme le jour du Cycle sexagésimal chinois, la phase lunaire, le mois et l'année du règne. Cependant, le roi n'est généralement pas identifié.
Parfois, un événement astronomique inhabituel était noté. Un point de référence clé a été l'accession au pouvoir du roi Yi de Zhou, qui a eu lieu à une date ou, selon le "vieux texte" des Annales de Bambou, le jour s'est levé deux fois. Les chercheurs du projet ont adopté la proposition de l'érudit coréen Pang Sunjoo (善) selon laquelle il s'agissait d'une éclipse solaire annulaire ayant eu lieu à l'aube et survenue en 899 av. J.C.. D'autres chercheurs ont contesté à la fois cette interprétation du texte et les calculs astronomiques liés,.

### La conquête des Shang par le roi Wu
L’événement le plus important qui mérite d’être daté est peut-être la conquête des Shang par les Zhou, qui est décrite dans les récits traditionnels sous le nom de bataille de Muye, bien que le site de la bataille n’ait pas été identifié. Les chronologies précédentes avaient proposé au moins 44 dates différentes pour cet événement, allant de 1130 à 1018 av. J.C.,. Les dates les plus populaires ont été 1122 av. J.C., provenant d'un calcul de l'astronome Liu Xin de la dynastie Han, et 1027 av. J.C.. Cette dernière date a été déduite d'une déclaration dans l'« ancien texte » des Annales de bambou, indiquant que les Zhou de l' Ouest, dont on sait que leur règne a pris fin en 770 av. J.-C., avait duré 257 ans,.
Quelques documents rapportent des observations astronomiques à cet événement:
- Une citation du livre des Han tirée du chapitre perdu Wǔchéng (武成) du Classique des documents, semble décrire une éclipse lunaire ayant lieu juste avant le début de la campagne du roi Wu. Cette date et la date de sa victoire sont données en mois et en jours sexagésimaux[1],[13].
- Un passage dans le Guoyu indique les positions du Soleil, de la Lune, de Jupiter et de deux étoiles le jour où le roi Wu a attaqué les Shang[1],[13].
- Le "texte actuel" des Annales de Bambou mentionne les conjonctions des cinq planètes se produisant avant et après la conquête des Zhou. Les textes de la période Han mentionnent que la première conjonction a eu lieu à la 32e année du règne du dernier roi. Ces événements sont rares, mais les cinq planètes se sont réunies le 28 mai 1059 av. J.-C. et à nouveau le 26 septembre 1019 av. J.-C. Bien que les positions enregistrées dans le ciel de ces deux événements soient à l’inverse de ce qui s’est passé, elles n’auraient pas pu être calculées rétrospectivement au moment où elles ont été mentionnées pour la première fois dans les Annales[14].

La stratégie adoptée par les membres du projet consistait à utiliser des recherches archéologiques pour réduire la plage de dates à comparer aux données astronomiques. Bien qu'aucune trace archéologique de la campagne du roi Wu n'ait été trouvée, Fengxi dans le Shaanxi, qui était la capitale des Zhou avant leur conquête des Shang, a été fouillée et des couches archéologiques du site ont été identifiées comme datant de la période des Zhou pré-dynastiques. La datation au carbone 14 des échantillons prélevés sur le site, ainsi que celle des objets trouvés lors des fouilles de Yin Xu et des capitales des premiers Zhou, en utilisant la technique de datation Wiggle (une variante de la datation au carbone 14), a permis de situer la date de la conquête entre 1050 et 1020 av. J.C. La seule date dans cette plage correspondant à toutes les données astronomiques est le 20 janvier 1046 av. J.C. Cette date avait déjà été proposée par David Pankenier, qui avait associé les passages cités ci-dessus des classiques aux mêmes événements astronomiques, mais elle résultait ici d’un examen approfondi d’une gamme plus large de preuves,,.
D'autres chercheurs ont soulevé plusieurs critiques à l'égard de ce processus. En premier lieu, la connexion entre les couches des sites archéologiques et la conquête est incertaine. La plage étroite de dates fixée en utilisant le carbone 14 est citée avec un intervalle de confiance moins strict (68%) que l’exigence standard de 95%, ce qui aurait entraîné une plage beaucoup plus large. Les textes décrivant les phénomènes astronomiques utilisés pour la datation sont extrêmement obscurs,. Par exemple, l'inscription sur le Li gui (利簋), un texte clé utilisé pour dater la conquête, peut être interprétée de différentes manières, une lecture alternative conduisant à la date du 9 janvier 1044 av. J.C..

### Les derniers rois Shang
Pour la fin des Shang, les os oraculaires fournissent moins de détails que les bronzes des Zhou, car ils enregistraient de manière systématique uniquement le jour du cycle sexagésimal. Cependant, des calculs utilisant un cycle rituel plus long ont été utilisés pour dater les règnes des deux derniers rois Shang. Les mentions de cinq éclipses lunaires dans les divinations des os d'oracle des règnes de Wu Ding et Zu Geng ont été identifiées comme des événements couvrant la période allant de 1201 à 1181 av. J.C.,. Le début de la date du règne de Wu Ding a ensuite été calculé à l'aide de la mention faite dans le chapitre "Contre le luxe" du Classique des documents indiquant que son règne a duré 59 ans.

### Premiers Shang et dynastie Xia

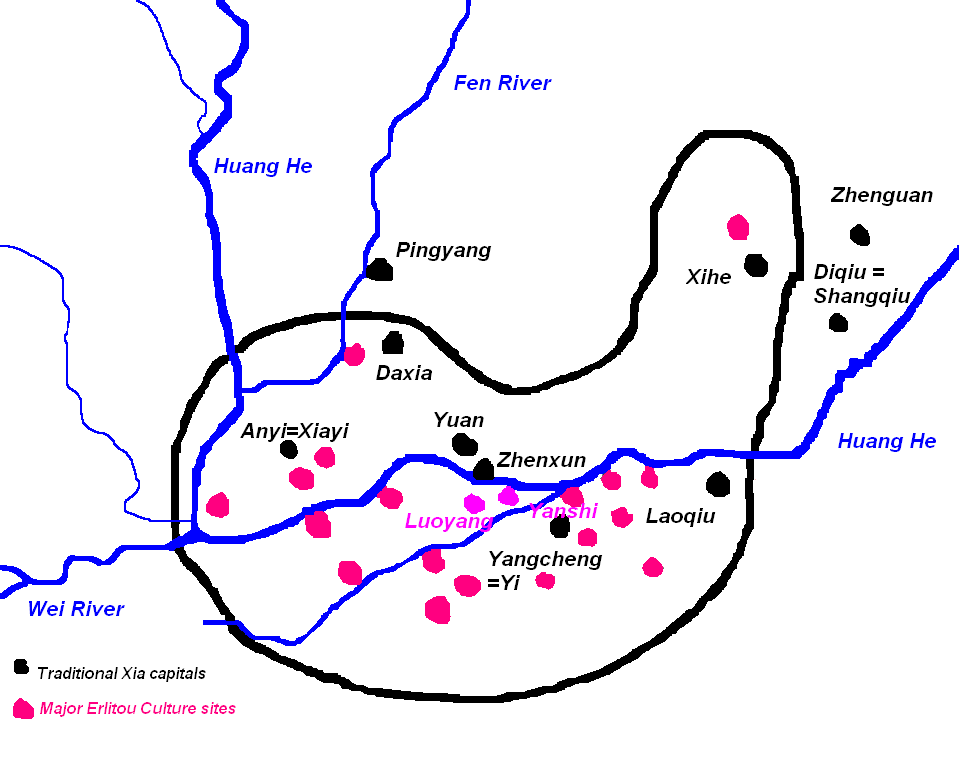
Principaux sites d'Erlitou et capitales Xia traditionnelles (d'après Kwang-chih Chang, L'archéologie de la Chine ancienne, 1986)

Selon les récits traditionnels, Pan Geng, ce qui correspond a trois règnes avant celui de Wu Ding, a déplacé la capitale des Shang vers son dernier site, généralement identifié au site de Yin Xu à Anyang. Différentes interprétations du texte des Annales de bambou donnent des intervalles de 275, 273 ou 253 ans entre cet événement et la conquête des Zhou. Les membres du projet ont choisi une date proche du plus court de ces intervalles.
Les quatre phases de la culture d'Erlitou ont été réparties de différentes manières entre les dynasties Xia et Shang par divers archéologues de premier plan. Le projet a assimilé les quatre phases aux Xia, identifiant l'établissement de la dynastie Shang avec la construction de la ville fortifiée de Yanshi, située à 6 km au nord-est du site d'Erlitou. La durée de la dynastie Xia a été fixée à partir des durées de règnes données dans les Annales du Bambou et d'une conjonction de cinq planètes pendant le règne de Yu le Grand, consignée dans des textes ultérieurs. Comme cette période était plus longue que celle de la culture Erlitou, le projet incluait également les phases tardives de la variante de Wangwan III de la culture de Longshan dans la période des Xia.

## Tableau chronologique
Le projet de chronologie Xia – Shang – Zhou établit des dates précises pour l'accession au trône des dirigeants à partir de Wu Ding, un des roi de la Dynastie Shang, dont le règne a produit les plus anciens enregistrements d'os oraculaires connus. Ces dates sont comparées aux dates traditionnelles et à celles utilisées dans la Cambridge History of Ancient China,, :
| Dynastie | Roi       | Date d'accession au trône (av. J.C) | Date d'accession au trône (av. J.C) | Date d'accession au trône (av. J.C) |
| Dynastie | Roi       | Projet XSZ                          | Cambridge History                   | Histoire Traditionnelle             |
| -------- | --------- | ----------------------------------- | ----------------------------------- | ----------------------------------- |
| Shang    | Wu Ding   | 1250                                | avant 1198                          | 1324                                |
| Shang    | Zu Geng   | 1191                                | après 1188                          | 1265                                |
| Shang    | Zu Jia    | -                                   | c. 1177                             | 1258                                |
| Shang    | Lin Xin   | -                                   | c. 1157                             | 1225                                |
| Shang    | Kang Ding | -                                   | c. 1148                             | 1219                                |
| Shang    | Wu Yi     | 1147                                | c. 1131                             | 1198                                |
| Shang    | Wen Ding  | 1112                                | c. 1116                             | 1194                                |
| Shang    | Di Yi     | 1101                                | 1105                                | 1191                                |
| Shang    | Di Xin    | 1075                                | 1086                                | 1154                                |
| Zhou     | Roi Wu    | 1046                                | 1045                                | 1122                                |
| Zhou     | Roi Cheng | 1042                                | 1042                                | 1115                                |
| Zhou     | Roi Kang  | 1020                                | 1005                                | 1078                                |
| Zhou     | Roi Zhao  | 995                                 | 977                                 | 1052                                |
| Zhou     | Roi mu    | 976                                 | 956                                 | 1001                                |
| Zhou     | Roi gong  | 922                                 | 917                                 | 946                                 |
| Zhou     | Roi Yi    | 899                                 | 899                                 | 934                                 |
| Zhou     | Roi Xiao  | 891                                 | 872?                                | 909                                 |
| Zhou     | Roi Yi    | 885                                 | 865                                 | 894                                 |
| Zhou     | Roi li    | 877                                 | 857                                 | 878                                 |

Les dates antérieures sont données plus approximativement,, :
- Le déménagement de la capitale des Shang à Yin pendant le règne de Pan Geng est aligné sur les couches les plus anciennes de Yinxu, datées de 1300 av. J.-C
- L'établissement de la dynastie Shang a été identifié avec la fondation d'une ville fortifiée de la culture d'Erligang à Yanshi, datée d'environ 1600 av. J.-C., comparé à la Cambridge History qui date le même événement d'environ 1570 av. J.-C. et la date traditionnelle de 1766 av. J.C.
- L'établissement de la dynastie Xia fut daté vers 2070 av. J.-C., par rapport à la date traditionnelle de 2205 av. J.-C

## Accueil
La couverture du projet dans la presse non chinoise s'est concentrée sur le conflit entre le nationalisme et l'érudition,. Ce projet a été critiqué pour être un projet politique majeur plutôt qu'un projet archéologique majeur, dont le but est de glorifier la nation chinoise et de favoriser le nationalisme ethnocentrique en Chine, ce qui pourrait provoquer des frictions avec ses voisins. Cependant, Yun Kuen Lee fait remarquer que tous les membres du projet de chronologie ne sont pas d’accord sur toutes les dates. En effet, les membres du projet n'ont pas eu peur de contester les dates proposées, même celles qui l'ont été par leur directeur. Lee souligne que c'est un signe fort que les dates sont considérées selon leur crédibilité plutôt que de juste faire confiance aux autorités, et que la politique n'influence pas le travail détaillé du projet.
Outre des préoccupations d'ordre méthodologique, des spécialistes se sont plaints du fait que le projet s'inscrivait dans une tradition consistant à reléguer l'archéologie à un rôle de vérification de l'histoire traditionnelle. Ils font valoir que cela oblige les preuves archéologiques à s'inscrire dans le cadre d'une séquence d'États dominants similaires, tels que décrits dans les livres d'histoire traditionnels et reflétés dans l’appellation "Trois dynasties", un autre manière de nommer ce projet. Cependant, une fois évaluées sur la base de leur crédibilité, les preuves révèlent une origine beaucoup plus complexe de la civilisation chinoise, avec de nombreux autres États avancés qui ne sont pas mentionnés dans les récits traditionnels.
Un rapport préliminaire du projet a été publié en 2000. Une session de la conférence annuelle de l’Association for Asian Studies de 2002 a été consacrée au rapport, où ses méthodes ont été critiquées, entre autres, par le sinologue américain David Shepherd Nivison,. Aucun autre rapport n'a été publié par la suite. Une conférence internationale sur la chronologie prévue pour octobre 2003 a été reportée en raison de l'épidémie de SRAS, mais n'a jamais été reprogrammée. Les dates du projet sont toutefois devenues la chronologie officielle des manuels et des ouvrages de référence chinois.